# Rossella Izzo
Rossella Izzo (Roma, 22 aprile 1953) è una doppiatrice, direttrice del doppiaggio, dialoghista e regista italiana.

## Biografia
Nata a Roma il 22 aprile 1953, lavora come doppiatrice prima per la cooperativa CID, poi per la CDC, CVD, SAS, ed infine per il Gruppo Trenta/Pumais Due. Frequentato l'Istituto Tecnico per il Turismo Cristoforo Colombo in via delle Terme di Diocleziano, a 18 anni riprende a recitare nei teatrini-cabaret come attrice e cantautrice ma continua a svolgere l'attività di doppiatrice. Tra le altre, ha doppiato Meryl Streep (di cui è la seconda voce italiana ufficiale, dopo Maria Pia Di Meo), Susan Sarandon e Michelle Pfeiffer. Per la Disney ha doppiato Mary Darling ne Le avventure di Peter Pan nel secondo doppiaggio eseguito nel 1986. Esordisce nella regia insieme alla gemella Simona nel film TV Parole e baci, per poi occuparsi della regia di alcune fiction di Rai e Mediaset. L'esperienza più significativa è la serie Provaci ancora prof, in cui Rossella Izzo è stata l'unica regista in tutti gli episodi dalla prima alla terza stagione: è accaduto molto raramente che un regista dirigesse tutti gli episodi di una fiction. Dopo questa esperienza, iniziata nel 2005 e terminata nel 2008, la serie della prof proseguirà ancora, ma alla regia non ci sarà più Rossella Izzo.
Nel 2020 si occupa dei dialoghi italiani e della direzione del doppiaggio per la serie animata Netflix She-Ra e le principesse guerriere. Nel 2022 pubblica insieme alle sorelle, con l'editore Fabbri,  l'autobiografico 4 sorelle, 8 matrimoni, 9 divorzi.

## Vita privata
È figlia del doppiatore e direttore del doppiaggio Renato Izzo e sorella gemella dell'attrice, regista, sceneggiatrice e doppiatrice Simona, nonché sorella maggiore delle doppiatrici Fiamma e Giuppy Izzo. Tutta la famiglia, compresa la madre, Liliana D'Amico, collabora a vario titolo alla gestione della società Pumais Due, fondata dal padre. È stata sposata con il ginecologo Vincenzo Catania da cui ha avuto tre figli, l'attrice e doppiatrice Myriam, la doppiatrice Giulia e il tecnico degli effetti speciali Gianmario.

## Filmografia

### Regista
- Parole e baci, firmata in co-regia con Simona Izzo – film TV (1987)
- Caro maestro – serie TV (1996)
- Leo e Beo – miniserie TV (1998)
- Una donna per amico – serie TV (1998-1999)
- Lo zio d'America – serie TV (2002-2006)
- L'inganno – serie TV (2003)
- Attenti a quei tre – miniserie TV (2004)
- Ricomincio da me – miniserie TV (2005)
- Provaci ancora prof! – serie TV (2005-2008)
- Il ritmo della vita – film TV (2010)
- Fratelli detective – serie TV (2011)
- Delitto d'amore (2014)

### Sceneggiatrice
- Lo zio d'America – serie TV (2002)
- Attenti a quei tre – miniserie TV (2004)
- Il ritmo della vita – film TV (2010)

### Aiuto regista
- Carabinieri – serie TV, episodio Matrimoni (2005)

## Doppiaggio

### Film
- Meryl Streep in La seduzione del potere, La scelta di Sophie, Heartburn - Affari di cuore, Ironweed, Un grido nella notte, Prossima fermata: paradiso, La casa degli spiriti, The River Wild - Il fiume della paura, La voce dell'amore, The Manchurian Candidate, Mamma Mia!, È complicato
- Susan Sarandon in Io e il duce, Le streghe di Eastwick, Un'arida stagione bianca, Thelma & Louise, Twilight,  Destino fatale, La mia adorabile nemica,  Due amiche esplosive,  Come d'incanto,  Amabili resti, Cloud Atlas
- Kathleen Turner in Brivido caldo, L'onore dei Prizzi, Un semplice desiderio, Californication
- Andie MacDowell in America oggi, Quattro matrimoni e un funerale, Michael
- Michelle Pfeiffer in Tutto in una notte, Tequila Connection, Batman - Il ritorno
- Isabelle Adjani in Nosferatu, il principe della notte, L'inquilino del Terzo Piano
- Mary Elizabeth Mastrantonio in White Sands - Tracce nella sabbia
- Ellen Barkin in Wild Bill, Ocean's Thirteen
- Lilli Carati in Le evase - Storie di sesso e di violenze, Squadra antifurto
- Beverly D'Angelo in Hair, High Spirits - Fantasmi da legare
- Judy Davis in Barton Fink - È successo a Hollywood, Il colore dei suoi occhi
- Jessica Lange in Rob Roy, Country
- Shang-Kuan Ling-feng in Boxer dalle dita d'acciaio, L'urlo di Chen terrorizza tutti i continenti
- Julianne Moore in Vanya sulla 42esima strada, Laws of Attraction - Matrimonio in appello
- Ornella Muti in Fiorina la vacca, Appassionata
- Edwige Fenech in La moglie vergine, Nel gorgo del peccato
- Janet Agren in L'assassino ha riservato nove poltrone, Paolo Barca, maestro elementare, praticamente nudista
- Kathleen Lloyd in Missouri (The Missouri Breaks)
- Brooke Shields in Laguna blu
- Rene Russo in Arma letale 3
- Kate Capshaw in Indiana Jones e il tempio maledetto
- Joan Chen in L'ultimo imperatore
- Maria Holvoe in Willow
- Simonetta Stefanelli in Peccati in famiglia
- Kim Basinger in Getaway
- Barbara Hershey in Un giorno di ordinaria follia
- Elizabeth Perkins in Miracolo nella 34ª strada
- Theresa Russell in Doppia identità
- Holly Hunter in Lezioni di piano
- Melanie Mayron in Missing - Scomparso
- Kelly McGillis in Sotto accusa
- Anna Maria Rizzoli in Il padrone e l'operaio
- Oprah Winfrey in Nelle pieghe del tempo
- Sally Field in 80 voglia di Brady
- Phoebe Cates in Paradise
- Lena Olin in Upgraded - Amore, arte e bugie
- Andrea Martin in Notte al museo - Il segreto del faraone
- Anne Sward in The Image of You

### Telenovelas, telefilm  e sitcom
- Luisa Kuliok in La donna del mistero, La donna del mistero 2, Milagros, Renzo e Lucia - Storia d'amore di un uomo d'onore, Vendetta di una donna, Senza peccato.
- Beverly D'Angelo in True Lies
- Barbara Eden in Strega per amore (s. 2-5)
- Pam Dawber in Mork e Mindy (s. 1-2)
- Mary Elizabeth Mastrantonio in Grimm

### Film d'animazione
- Mary Darling in Le avventure di Peter Pan (ed. 1986)
- Annabelle in Charlie - Anche i cani vanno in paradiso
- Cleopatra ne Le 12 fatiche di Asterix
- Yelena in Frozen II - Il segreto di Arendelle
- Dorothea Williams in Soul

### Serie animate
- Joan Sfigatobitch in New Panty & Stocking with Garterbelt

## Audiolibri
Storia di una capinera di Giovanni Verga, edizioni Full Color Sound - Roma 2016

## Riconoscimenti
Nel 1992 ha vinto il Nastro d'argento miglior doppiaggio femminile per la voce di Susan Sarandon in Thelma & Louise.
Ha vinto per tre volte il premio Leggio d'oro: nel 1995 per il doppiaggio di Susan Sarandon in Dead Man Walking - Condannato a morte, nel 2010 come "Voce femminile dell'anno" e nel 2015, infine, conquista il Premio Speciale 20 anni di Leggio d'oro e il Premio della Critica. Premiata per la sua attività di regista nel corso dell'undicesima edizione del Grand Prix Corallo Città di Alghero nel luglio 2011.